# Élévation (roman)
Pour les articles homonymes, voir Élévation.
Élévation (titre original : The Uplift War) est un roman de David Brin publié en 1987, et le 3e livre dans l’univers du cycle de l'Élévation.
Ce roman de science-fiction a été nommé pour le prix Nebula du meilleur roman en 1987 et a remporté le prix Hugo du meilleur roman en 1988. Il clôt la première trilogie que Brin a consacrée à son Cycle de l'Élévation. On y relate une invasion extra-terrestre menée contre la planète colonie humaine Garth, surtout peuplée de néo-chimpanzés et d’une mystérieuse espèce pré-cognitive.
La parution de ce roman en traduction française s'est d'abord effectuée en deux tomes portant les titres suivants : Élévation 1 et Élévation 2.

## Place dans le cycle de l’Élévation
- Jusqu'au cœur du soleil
- Marée stellaire
- Élévation
- Rédemption